# Farchat Mustafin
Farchat Achatovič Mustafin (rusky Фархат Ахатович Мустафин * 7. září 1950 Maloje Rybuškino, RSFSR) je bývalý sovětský zápasník, reprezentant v zápase řecko-římském. Bronzový z olympijských her, mistr světa a Evropy.
Zápasu se věnoval od roku 1964. V reprezentaci debutoval v roce 1973. V roce 1976 vybojoval bronzovou medaili v bantamové váze na hrách v Montréalu. V roce 1974 a 1975 vybojoval zlato, v roce 1977 bronz a v roce 1979 páté místo na mistrovství světa. V roce 1974 a 1976 vybojoval zlato, v roce 1975 stříbro a v roce 1981 bronz na mistrovství Evropy. V letech 1972-1974 a 1981 vybojoval sovětský titul. Po ukončení aktivní sportovní kariéry pracoval jako trenér zápasu v CSKA Moskva.
Jeho dcera Alija je úspěšná gymnastka, držitelka čtyř olympijských medailí, z toho jedné zlaté.